# Direct Aero Services
Direct Aero Services – była rumuńska czarterowa linią lotniczą z siedzibą w Bukareszcie. Miała swoją siedzibę w porcie lotniczym Bukareszt-Băneasa. W 2012 roku zmieniła nazwę na Romstrade Logistic Expres.
Romstrade Logistic Expres zawiesił działalność, a jego certyfikat został cofnięty w dniu 7 marca 2013 r.

## Kierunki lotów
Direct Aero Services wykonywał połączenia do następujących miejscowości:
 Rumunia:
- Arad
- Bukareszt
- Krajowa
- Tulcza

## Flota
Flota Direct Aero Services składa się z następujących maszyn (dane z 30 listopada 2010 r):
- Saab 340A – 3 sztuki
- Eurocopter EC120 Colibri – 1 sztuka
- Eurocopter EC135 – 1 sztuka
- Cessna Citation Mustang – 2 sztuki
- Cessna 206 – 1 sztuka